# Impuesto de la tenencia o uso de vehículos
El impuesto de tenencia, uso de vehículos o circulación es un impuesto asociado a la tenencia o uso de vehículos. El impuesto con diferentes denominaciones existe en varios países entre ellos México y España.
Dicho impuesto es cobrado a los propietarios de vehículos automotores (automóviles, ómnibus, camiones y tractores no agrícolas) con independencia del uso que hagan y ya sean los vehículos de fabricación nacional o importados.   
En México, es cobrado por el gobierno federal a través de los estatales en los primeros tres meses de cada año y van a parar a las arcas estatales y municipales. En España es cobrado por la administración local, es decir, por los ayuntamientos.

## Impuesto de tenencia (México)

### Como se calcula
El impuesto se calcula con base en las características del vehículo, tales como son el modelo, marca, año (de fabricación), versión (presentación) y precio del mismo, mediante el uso de tablas y aplicación de porcentajes que se actualizan anualmente. Este gravamen disminuye según la antigüedad del vehículo de forma tal que los vehículos de 10 años de haber sido fabricados o más antiguos están exentos de este impuesto. Se aplican sanciones a quienes no paguen dicho impuesto.

### Situación actual
Actualmente se cobra con base en la Ley del impuesto sobre tenencia o uso de vehículos, la cual fue reformada por última vez en el 31 de diciembre de 1999. Ha sido tema de campaña política tanto por parte de candidatos presidenciales como de aspirantes a gubernaturas, que en más de una ocasión han propuesto que la ley del impuesto sobre tenencia y uso de vehículos sea abrogada, siendo el caso más reciente el del expresidente Felipe Calderón Hinojosa.
En el año 2005, la Suprema corte de justicia de la nación, emitió una resolución en la que se considera que dicho impuesto no viola precepto alguno de la constitución, por lo que es totalmente legal. El 14 de marzo de 2006, en una nota publicada por los periódicos del país se informó que el gravamen representaba el 1.6% de la recaudación total de impuestos (aproximadamente 13 mil millones de pesos) que van a dar a las arcas estatales y municipales; la subsecretaria de Industria y Comercio de la Secretaría de Economía, Rocío Ruiz Chávez, dijo que la tenencia no podría suprimirse mientras no se tengan recursos económicos para destinarlos a los estados y tendrá que mantenerse un impuesto sobre los vehículos...
Recientemente por decreto presidencial la tenencia desaparecerá oficialmente el 31 de diciembre de 2011.
La ley del impuesto sobre la tenencia o uso de vehículos se abrogó por decreto publicado en fecha 21 de diciembre de 2007. Pero en el Artículo Cuarto establece que el decreto entrará en vigor el 1 de enero de 2012. Así mismo se indica que: 
"En caso de que, en términos de lo dispuesto por el artículo 16 de la Ley del Impuesto sobre Tenencia o Uso de Vehículos vigente hasta el 31 de diciembre de 2011, antes de la fecha señalada en el párrafo anterior las entidades federativas establezcan impuestos locales sobre tenencia o uso de vehículos respecto de vehículos por los que se deba cubrir el impuesto federal contemplado en la ley que se abroga, se suspenderá el cobro del impuesto federal correspondiente en la entidad federativa de que se trate. Las obligaciones derivadas de la Ley del Impuesto sobre Tenencia o Uso de Vehículos que se abroga conforme al artículo anterior de este Decreto, que hubieran nacido durante su vigencia por la realización de las situaciones jurídicas previstas en dichos ordenamientos, deberán ser cumplidas en las formas y plazos establecidos en los mismos y en las demás disposiciones aplicables."
Lo que quiere decir, para efectos prácticos, que el cobro puede pasar a jurisdicción de las entidades.
Aguascalientes, Baja California, Campeche, Colima, Chiapas, Durango, Guerrero, Nayarit, Nuevo León, Oaxaca, Puebla, Querétaro, Sinaloa, Tabasco y Yucatán son algunas de las entidades que le dieron la bienvenida al cobro local del impuesto por el uso de vehículos.
Así, para el caso del Distrito Federal, las autoridades asumieron el impuesto pero ofrecieron, bajo determinadas circunstancias, otorgar un subsidio al pago de la tenencia, por ejemplo: los autos con un valor menor a 250,000 pesos serán candidatos a obtener un subsidio de 100% en el pago de tenencia solamente si los propietarios cumplen con los siguientes requisitos:
- Pago de refrendo vehicular (455 pesos al año)
- No tener adeudos con la Tesorería del Gobierno del Distrito Federal por concepto de impuestos o servicios locales (predial, agua o tenencias atrasadas, por ejemplo).
- Contar con la tarjeta de Circulación con Chip vigente al 2 de abril o, en su caso, haber pagado el trámite de renovación respectivo a más tardar en la misma fecha.
- Ser persona física o moral no lucrativa y que su auto o motocicleta tenga un valor factura menor a 250,000 o 100,000 pesos sin IVA, respectivamente.

Una vez cumplidos estos requisitos, se deberá pagar el refrendo de placas antes del 31 de marzo del ejercicio el cual será un cargo anual de 455 pesos.
En caso de no cumplir los requisitos hasta el 31 de marzo, los ciudadanos estarían obligados a cubrir el monto total de la Tenencia con actualizaciones y recargos, el monto del refrendo y no podrían realizar la verificación correspondiente.
Del mismo modo, quienes continuarán pagando la Tenencia, podrán hacerlo a meses sin intereses, lo cual varía de acuerdo a cada institución bancaria.

## Impuesto de circulación (España)
En España el nombre oficial de este impuesto es impuesto de vehículos de tracción mecánica, conocido comúnmente por el nombre simple de impuesto de circulación. Dicho impuesto debe abonarse en el ayuntamiento de la localidad donde se matricule el vehículo. Afecta tanto a vehículos nuevos como a vehículos de segunda mano. El hecho de que dicho impuesto esté transferido a la administración local ha provocado que cada ayuntamiento fijo su cuantía llegando a haber grandes variaciones en todo el territorio nacional, lo cual ha sido una fuente continua de polémicas
La justificación usual del impuesto es que la posesión y circulación de un vehículos produce externalidades negativas, que en principio deben ser compensadas mediante gastos por parte de la administración local. Sin embargo, en el cálculo de la cuantía del impuesto generalmente no se tiene en cuenta el impacto o huella ecológica producida por el vehículo, tal como sugiere la justifación del impuesto.

## Recaudación
En Venezuela, el Servicio Desconcentrado de Administración Tributaria del Municipio Sucre (SEDAT) con el apoyo de CAF, envió correos electrónicos e impulsó una campaña en Facebook dirigida a contribuyentes morosos, con el fin de cobrar el impuesto sobre vehículos y determinar la efectividad de dichas herramientas sobre la probabilidad de pago. Para el estudio se tomó una muestra de 6.183 contribuyentes morosos, los cuales fueron asignados aleatoriamente a cuatro grupos de tratamiento: 
- Correo electrónico.
- Facebook.
- Correo y Facebook.
- Control. El grupo de control no recibió tratamiento o intervención alguna.

Los resultados de la intervención indican que las estrategias fueron efectivas. Los contribuyentes que recibieron una notificación de cobro por correo electrónico tuvieron una probabilidad de pago 7,7 puntos porcentuales (p.p) mayor que el grupo de control. Asimismo, el anuncio en Facebook complementó el impacto de los correos, aumentando la probabilidad de pago, siendo esta 9,4 p.p. mayor que la del grupo de control. Los anuncios en Facebook de forma independiente no tuvieron un impacto significativo. Por último, la disponibilidad de un botón de pago incidió positivamente sobre la probabilidad de pagar en línea, siendo este método significativamente más usado que los otros.